# Голинец, Леонид Леонидович
Леонид Леонидович Голинец (1927 — 2000) — главный конструктор ХЗТМ им. В. А. Малышева, один из создателей танка Т-64, лауреат Ленинской премии.
Окончил Львовский политехнический институт по специальности «Реактивные двигатели».
С 1950 года работал на ХЗТМ.
С июня 1955 года ведущий инженер по созданию танкового двигателя.
С 1 марта 1960 года главный конструктор КБ по двигателю для нового танка Т-64 (сменил А. Д. Чаромского).
С 1973 года заместитель главного конструктора ХЗТМ по дизелестроению.
Лауреат Ленинской премии 1967 года — за участие в создании танка Т-64А (главный конструктор двигателя 5ТДФ).